# ʻOhonua
ʻOhonua ist ein Ort in Tonga und Hauptort der Insel ʻEua sowie des Distriktes ʻEua Motuʻa. Das Siedlungsgebiet liegt am nördlichen Abschnitt der Westküste der Insel an der Mündung des Lakataha. Der nördlich des Flusses gelegene Ort Taʻanga, beim Zensus 1996 noch als eigenständiges Dorf aufgeführt, wurde bei den Volkszählungen 2006 und 2011 gemeinsam mit ʻOhonua veranlagt. Seit dem Zensus 2016 wird Taʻanga wieder als separater Ort ausgewiesen. Zum Zensus 2011 hatte ʻOhonua einschließlich Taʻanga 1528 Einwohner, und zum Zensus 2021 waren es 1265 im verkleinerten ʻOhonua und 201 im zwischenzeitlich wieder ausgegliederten Taʻanga.

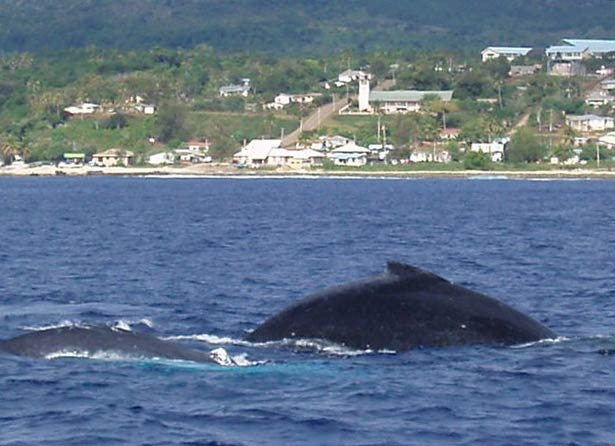
ʻOhonua im Hintergrund